# Chiesa italiana di San Pietro
La chiesa italiana di San Pietro (in inglese:St Peter's Italian Church) è una chiesa cattolica di Londra, inaugurata nel 1863 nel Clerkenwell, borgo londinese di Islington.
La chiesa è stata costruita su richiesta di san Vincenzo Pallotti, ed è ancora gestita dalla Società dell'apostolato cattolico, l'ordine da lui fondato.

## Storia
Nel XIX secolo una folta comunità di italiani era presente stabilmente a Londra. L'unico luogo di culto era la cappella dell'Ambasciatore del Regno di Sardegna a Lincoln Inn Field, perché le funzioni religiose cattoliche erano ufficialmente proibite tranne che nelle ambasciate straniere.
Nel 1845 san Vincenzo Pallotti, sacerdote romano e fondatore dell'Società dell'apostolato cattolico (padri pallottini), volle costruire una chiesa per gli emigranti italiani di Londra. La nuova chiesa sovvenzionata da finanziatori italiani, tra cui Giuseppe Mazzini, doveva sorgere nel Clerkenwell dove viveva la comunità cattolica composta da italiani e irlandesi. Il progetto della chiesa venne affidato all'architetto irlandese Sir John Miller-Bryson che prese come modello la basilica di San Crisogono a Roma.
La chiesa fu consacrata il 16 aprile 1863 come la chiesa di San Pietro di tutte le Nazioni. Al momento della consacrazione, era l'unica chiesa in stile Basilica romana nel Regno Unito e la più grande chiesa cattolica dell'epoca. 
La loggia e il campanile furono progettati da Francis Tasker e completati nel 1891. 
Dal 1939 la chiesa passò sotto il controllo dei Pallottini Irlandesi, in quanto molti italiani residenti in Gran Bretagna furono internati. Solo nel 1953 venne data in gestione alla comunità italiana dei Pallottini.
Oggi i discendenti della comunità italiana emigrata a Londra non risiedono più nel quartiere, tuttavia la chiesa San Pietro è rimasta sempre il punto focale, in molti vi ritornano per celebrare i più importanti avvenimenti dell'anno liturgico. Tra queste la processione della Madonna del Carmine che si tiene il 16 luglio o nella prima domenica dopo, ha avuto inizio già intorno al 1880.

## Descrizione

### Esterno
La facciata consiste in una loggia progettato da Francis Tasker e un portico. Nella loggia ci sono due lapidi che ricordano i Caduti delle due guerre mondiali e i 446 Italiani morti nel naufragio della Arandora Star.
Il portico ha due archi ed è dominato da tre nicchie, in quella centrale c'è la statua di Cristo, e in quelle laterali le statue di San Beda e San Giorgio. Tra le nicchie vi sono due grandi mosaici sul culto pietrino. La chiesa ha un campanile alto 33 metri, costruito nel 1891. La sua grande campana è soprannominata The Steel Monster (Il Mostro d'Acciaio). Questa è la più grande campana in acciaio fuso nel paese inglese ancora in uso.

### Interno
L'interno presenta tre navate divise da due file di colonne ioniche di pietra. Le file di colonne terminano con due maestosi archi che sovrastano il Presbiterio. Sopra l'arco del Presbiterio figura un medaglione con l'effigie di Papa Leone XIII.
Nell'abside sopra l'altare maggiore vi è l'affresco dell'Ascensione in Cielo di Cristo. Ai lati dell'altare sono rappresentati Isaia e Geremia. In alto, sulla sinistra il dipinto della Trasfigurazione, e destra è visibile il dipinto dell'Agonia nel Getsemani.
Il soffitto della navata centrale è dominato dal grande affresco del trionfo di San Pietro del 1896 di Francesco Gautier di Saluzzo. Le tre cappelle laterali sono dedicate alla Madonna del Carmine, a San Giuseppe
e a San Vincenzo Pallotti.
L'organo a canne è un Annaesens del 1886 di produzione belga. Fu danneggiato durante la guerra e restaurato nel 1959 e nel 1995. Collocato sulla cantoria in controfacciata ad è a trasmissione elettropneumatica. Dispone di 46 registri su due manuali e pedale.